# Obretenik Bastion
Die Obretenik Bastion  (englisch; bulgarisch Рид Обретеник rid Obretenik) ist ein gebirgskammähnlicher vereister und 1800 m hoher Berg am nordöstlichen Ende des Herbert-Plateaus an der Danco-Küste des Grahamlands auf der Antarktischen Halbinsel. Er ragt 17,3 km südöstlich des Brabazon Point, 10 km südlich des Mount Morton, 14,45 km südwestlich des Mount Berry und 6,85 km nördlich des Molerov Spur zwischen den oberen Abschnitten des Blériot- und des Cayley-Gletschers auf.
Britische Wissenschaftler kartierten ihn 1978. Die bulgarische Kommission für Antarktische Geographische Namen benannte ihn 2014 nach der Ortschaft Obretenik im Nordosten Bulgariens.